# Preparandia Română din Arad
Preparandia Română din Arad a fost prima școală pedagogică românească, înființată la Arad, în anul 1812. Clădirea Preparandiei a fost declarată monument istoric cod AR-II-m-B-00537 (poziția 213) publicată de Ministerul Culturii și Cultelor Institutul Național al Monumentelor istorice din Arad, aflată pe strada Preparandiei, nr. 13.
Clădirea face parte din Ansamblul urban Arad, înregistrat la rândul său ca monument istoric conform listei anexă la Ordinul nr. 2314/2004 al Ministerului Culturii și Cultelor. Datorită bogatei istorii care marchează această clădire, în anul 2008 Primăria Municipiului Arad a cumpărat imobilul monument, cu intenția de a-l reabilita, pentru ca în viitor să poată găzdui un muzeu tematic dedicat primei școli pedagogice românești.

## Istoric
Ideea înființării școlilor normale a venit din Franța la începutul secolului al XIX-lea, unde printr-un decret din 1808 se prevedea înființarea de școli normale și se stabilea organizarea lor pe lângă institutele academice sau în cadrul lor. Prima școală normală a fost înființată în 1810 la Strasbourg, unde prefectul de Strasbourg l-a autorizat pe rectorul Academiei din acest centru să înființeze o școală normală în care să fie pregătiți 60 de tineri.
În acest context, împăratul Francisc I l-a numit la 12 februarie 1810 pe agentul de curte Uroș Ștefan Nestorovici inspector al tuturor școlilor confesionale ortodoxe și l-a îndrumat să analizeze situația existentă. Acesta, în urma vizitelor sale în teritoriu efectuate în 1810 - 1811, a propus înființarea a trei școli normale (preparandii) pentru formarea viitorilor învățători: la Szentendre pentru sârbi, la Buda pentru greci și la Arad pentru români. Împăratul a fost convins de nevoia înființării lor după exemplul francezilor, iar la 17 septembrie 1812 a aprobat proiectele elaborate de Nestorovici.
Deschiderea cursurilor preparandiale a fost stabilită prin ordin la 20 octombrie 1812 de către Consiliul locotenențial de la Buda: neamurile cari se țin de ritul gr. neunit, să fie spriginite prin îndurarea părintească a împăratului și că toate institutele de cultură și de educație publică să se înmulțească și s-a stabilit data de începere a cursurilor la 3/15 noiembrie 1812. Episcopul Aradului, Pavel Avacumovici, a anunțat deschiderea cursurilor printr-o circulară consistorială. Inaugurarea școlii este consemnată de Dimitrie Țichindeal în broșura Arătare despre starea acestor noao introduse sholasticești instituturi ale nației românești, sârbești și grecești, publicată la Buda în 1813: La 3 noiembrie 1812 cu mare solemnitate înaintea multor feațe Noble și cinstite, Țichindeal relevă starea vrednică de jale a creșterei pruncilor din lipsa învățătorilor nespornici și ... cea mai mare parte a norodului acestuia, în necinste, în întuneric și în mare mișelătate zace, mai mult din lipsa educației cei cuviincioase și bune, decât din alte oricare pricini. Școala s-a deschis purtând numele „Școală regească preparandială gr. neunită a națiunei române”.
În primul an au fost înscriși 67 de tineri din județele Arad, Timiș, Torontal și Caraș-Severin, iar cursurile erau ținute de către patru profesori: Dimitrie Țichindeal, care a fost și primul senior (director) al școlii, Iosif Iorgovici, profesor de aritmetică și geografie, Constantin Diaconovici Loga, profesor de gramatică și stilistică românească, și Ioan Mihuț, profesor de pedagogie și istorie. Pe lângă dascăli, aici au fost pregătiți și preoți până în anul 1822 când a fost înființat Institutul Teologic din Arad.
Casa unde se țineau cursurile se afla în proprietatea lui Sava Arsici, căpitanul orașului. După câțiva ani și după rezultatele bune obținute de studenți la examene, Sava Arsici decide să doneze clădirea unde se țineau cursurile lui Dimitrie Țichindeal.
În primii ani durata cursurilor a fost fixată la 15 luni, iar din anul 1815 durata a fost mărită la doi ani, până în anul 1876, când durata studiilor a fost mărită la trei ani.

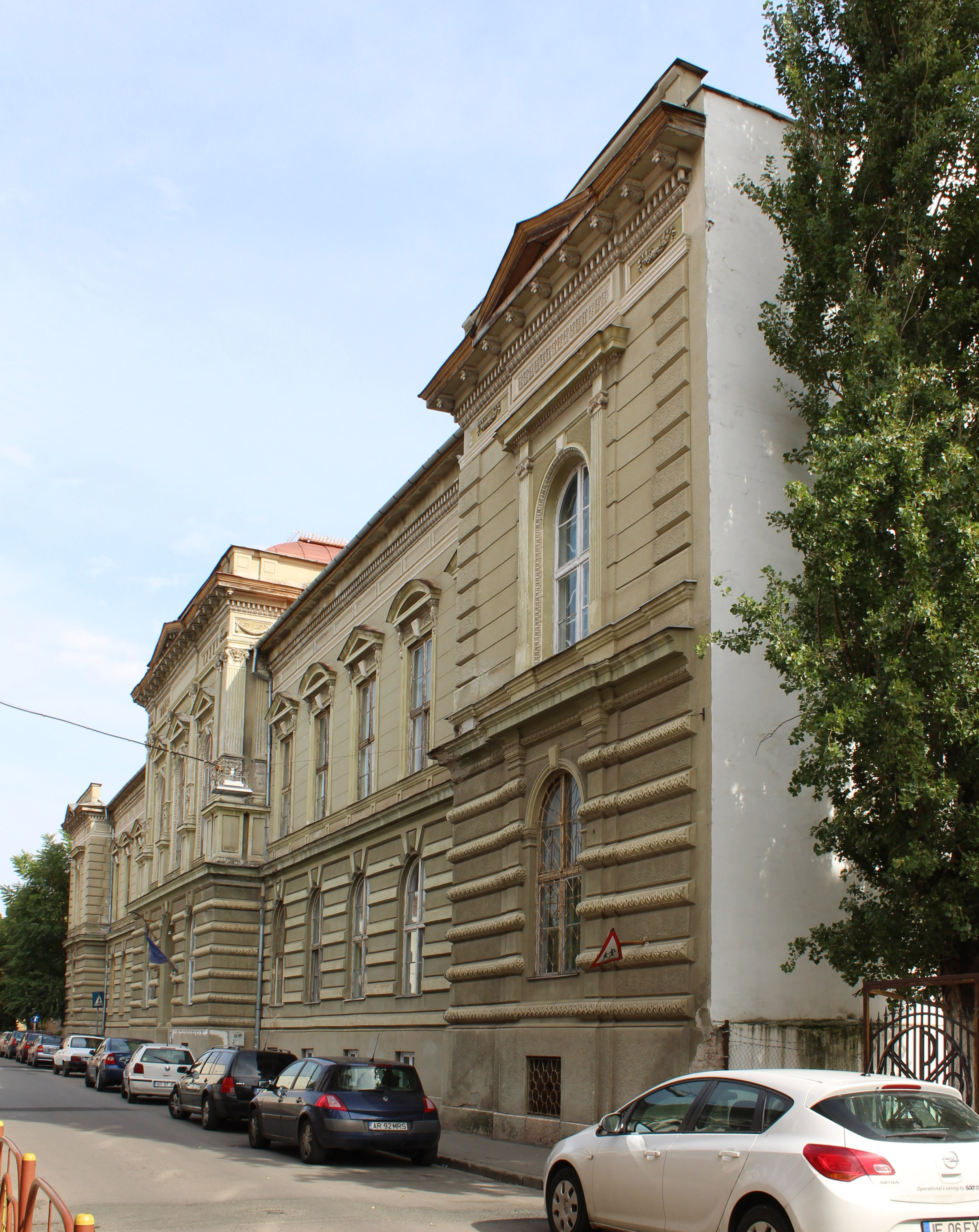
Noua Preparandie Română, în prezent Academia Teologică a Universității „Aurel Vlaicu” din Arad

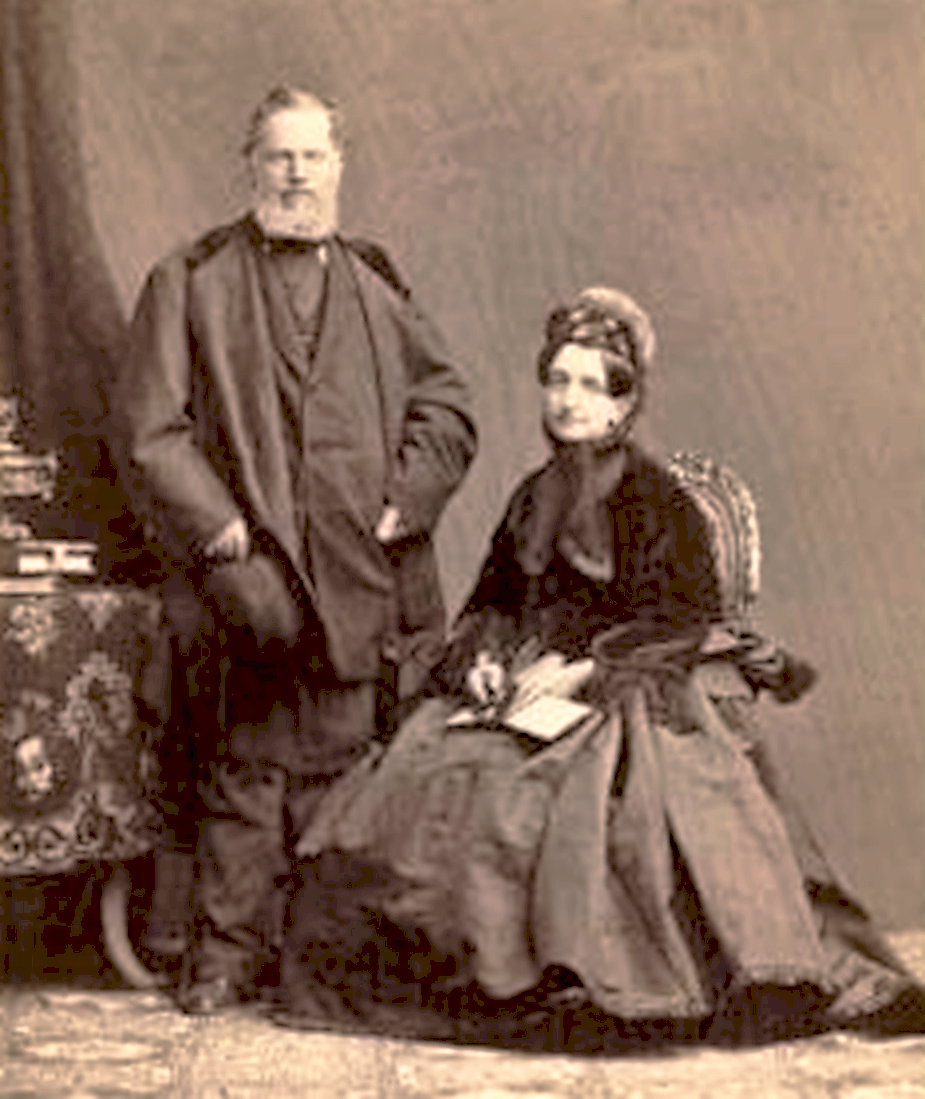
Baronul Simeon de Sina cu soția Iphigénie

În 1815 seniorul Țichindeal a fost destituit din funcție, deoarece a fost acuzat de inspectorul Uroș Ștefan Nestorovici că propagă, în diecezele din Arad, Vârșeț și Timișoara, naționalismul românesc , de asemenea Țichindeal susținea ideea de organizare a procesului de învățământ pe baza principiului progresului națiunii române, iar Nestorovici considera că principiul fundamental al formării învățătorilor e atmosfera bazată pe unitatea credinței ortodoxe și a sistemului școlar-bisericesc organizat de Mitropolia de Carloviț Apoi, relația apropiată a lui Țichindeal cu clerul greco-catolic ar fi putut, potrivit ierarhiei sârbe, să creeze nedumeriri în rândul românilor ortodocși. A fost acuzat că la un examen „lunar din doctrina religiunii”, pe vremea când activa la Preparandie, a susținut că papa Romei este și trebuie să fie capul văzut al întregii biserici creștine. Avocatul Moise Nicoară a fost numit senior după Țichindeal, dar nici acesta nu rezistat mult, deoarece susținea numirea unui episcop român la Arad, limba română în biserică și înlocuirea grafiei slavono-chirilică cu cea latină.
În anul 1869 preparandia își schimbă caracterul regesc într-unul confesional, iar prin intrarea în cadrele constituției bisericești și sub jurisdicțiunea consistorială a intrat în grija Episcopiei Aradului și a fost finanțată de către aceasta. În anul 1876, Institutul Pedagogic și Institutul Teologic se unesc sub numele de Institutul Pedagogic-Teologic Român din Arad.
Din anul 1877 au fost acceptate și fete pentru a fi calificate ca învățătoare, iar până în anul 1904, când înscrierea fetelor a fost sistată prin ordin ministerial, au fost pregătite în jur de două sute de învățătoare.
În anul 1882 Episcopia Aradului, sub conducerea lui Ioan Mețianu, a intervenit pe lângă baroneasa Ifigenia Sina din Viena și soțul ei Simeon de Sina pentru a dona diecezei o parte din intravilanul lor din Arad pentru construirea unei clădiri noi pentru Institutul teologic-pedagogic. Noua clădire a fost construită până în anul 1885, iar din anul școlar 1885-1886 institutul s-a mutat în noua clădire.
Începând cu 1894 cursurile se măresc la patru ani.

## Bibilografie
- Vasile Popeangă, Înființarea Preparandiei din Arad în context pedagocic-cultural european, Ziridava, XXV/1, Arad, 2010, p. 149-163